# Heinrich Walcher
Heinrich Walcher (* 3. Dezember 1947 in Wien) ist ein österreichischer Maler und Musiker.

## Leben
Walcher maturierte in Wien am Gymnasium Albertgasse, und begann anschließend ein Medizinstudium, das er aber abbrach, um 1968 sein Studium an der Universität für angewandte Kunst Wien bei Wolfgang Hutter zu beginnen. 1972 beendete er das Studium und erhielt als Jahrgangsbester den „Preis der Akademie“. Es war die Zeit der „Wiener Schule des Phantastischen Realismus“ mit Vertretern wie Hutter, Fuchs, Arik Brauer, der zu Beginn seiner Karriere als Maler auch seinen Stil prägte.
Es war aber auch die Zeit des Austropops und Heinrich Walcher gelang mit seinem Lied „Gummizwerg“ ein Hit, der wochenlang die österreichische Hitparade anführte. In den phantasievollen Bildern des Songs ging es um die Verlockung und die Gefahren des Drogengebrauchs, was durch die eindeutige Wortwahl (Stoff, Koks, Schnee, Gras) klar wird. Darauf folgten weitere Hits wie „Luise“, „Erdbeere, Zitrone und Haselnuss“.
Walcher hat zwar in den Folgejahren mehr als hundert Lieder geschrieben und komponiert; sein künstlerischer Fokus lag aber immer in der bildenden Kunst. Um sich wieder mehr der Malkunst zu widmen, zog er sich schließlich aus der Musik zurück.
Heinrich Walcher übersiedelte 1977 nach Kärnten und widmete sich voll der Malerei. Das Liederschreiben und Komponieren trat in den Hintergrund und ist künstlerischer Ausgleich geworden. Seit 1999 lebt Walcher wieder als freischaffender Maler in Berndorf (seit 2001) und Wien.

## Diskografie (Auswahl)

### Singles
- 1972: Gummizwerg (7"-Single)
- 1973: Adelaide (7"-Single)
- 1974: Du bist der Anfang von mein' End (7"-Single)
- 1974: Mimi (7"-Single)
- 1975: Des Leben, des is teuer (7"-Single, Werbeplatte der österreichischen Wüstenrot Bausparkasse)
- 1975: Rosemarie (7"-Single)
- 1976: Heinzi (7"-Single)
- 1976: Kakerlak (7"-Single)
- 1977: Especially for you (7"-Single)
- 1978: Guat schau ma aus (Lederhosen-Boogie) (7"-Single)
- 1985: Dein Gemecker geht ma am Wecker (7"-Single)

### Alben
- 1973: Ich male meine Welt (LP)
- 1974: Regenbogen (LP)
- 1979: Es war, es ist und es wird sein (LP)
- 1981: Sprechverbot (LP)
- 1983: Poptakes (LP)